# Расселл, Крис
Крис Ра́сселл (англ. Kris Russell; род. 2 мая 1987, Caroline, Альберта) — канадский хоккеист, защитник.

## Игровая карьера
Начинал играть в Западной хоккейной лиге (WHL), за команду «Медисин-Хат Тайгерс». За четыре сезона в Западной хоккейной лиге, Расселл дважды был лидером по заброшенным шайбам среди защитников, и один раз призналвался защитником года в лиге. На Драфте НХЛ 2005 был выбран клубом «Коламбус Блю Джекетс» в третьем раунде под общим 67-м номером.
В 2007 году дебютировал в НХЛ. В первом сезоне за «Коламбус Блю Джекетс» Расселл сыграл 67 матчей и набрал 10(2+8) очков. Обе шайбы в дебютном сезоне забросил в матче против «Даллас Старз», вратарю Майку Смиту.
В следующим сезоне Расселл сыграл 66 матчей регулярного сезона, и четыре матча плей-офф. В этом розыгрыше плей-офф «Коламбус Блю Джекетс» уступил команде «Детройт Ред Уингз» в четырёх играх серии. Расселл забросил одну шайбу в последней решающей игре.
18 октября 2009 года Расселл продлил контракт с клубом.
10 ноября 2011 года был обменян в «Сент-Луис Блюз» на защитника Никиту Никитина. После перехода в «Блюз» защита команды стала одной из ведущих в лиге.
Во время локаута НХЛ в 2012 году Расселл подписал контракт с клубом ТПС из Финской SM-liiga. 26 сентября 2012 года из-за травмы колени, вернулся в Северную Америку для реабилитации. Оправившись от небольшого растяжения связок, Расселл вновь присоединился к ТПС. Всего в финском клубе провёл 15 матчей и набрал 14(2+12) очков.
5 июля 2013 года был обменян в «Калгари Флэймз» на выбор в 5-м раунде драфта.

## Достижения
- Чемпион WHL — (2004, 2007)
- Победитель Молодёжного чемпионата мира — (2006, 2007)

## Статистика
| Легенда | Легенда                    | Легенда | Легенда                   | Легенда | Легенда    |
| ------- | -------------------------- | ------- | ------------------------- | ------- | ---------- |
| И       | Количество проведённых игр | Штр     | Штрафное время            | +/−     | Плюс-минус |
| Г       | Голы                       | П       | Голевые передачи          | О       | Очки       |
| -       | Статистика неизвестна      | —       | Статистика не учитывалась |         |            |